# 極東ファディ
極東ファディ（きょくとうふぁでぃ）は、福岡県北九州市小倉北区に本社を置く、コーヒーの製造（焙煎）・卸売・小売と業務用食品の卸売・小売を行なう企業である。
通称として小売店のブランドである「ファディ」と省略されることが多い。

## 概要
1953年（昭和28年）7月10日創業。食材の卸問屋から事業を開始、現在は卸売事業・小売事業・コーヒー製造事業の3つの事業を中心に行なっている。
小売事業においては「CAFE FADIE'S」（ファディ）のブランドで福岡県内各地および山口県・大分県・佐賀県・長崎県の各一部で店舗を展開している。店舗の形態は
- コーヒー豆（全店舗）
- こだわりの業務用食材小売（一部）
- カフェ（飲食、食材扱店の一部とコーヒー豆専門店）

の3種類を地域事情に応じ組み合わせており、グローサラント型のカフェを併設している一部店舗では惣菜の販売なども行っている。
また、最近では上記店舗で販売しているコーヒー豆やこだわりの業務用食材のインターネット販売も行っている。

## 店舗（小売事業部門）
公式サイトの「店舗情報」も参照すること。
- 小倉店 - 北九州市小倉北区浅野　本社内
- 小倉駅前店 - 北九州市小倉北区京町　小倉駅前セントシティB1F
- ふくぎん北九州店 - 北九州市小倉北区堺町　FFG北九州本社ビル1F（珈琲豆専門）
- 曽根店 - 北九州市小倉南区田原
- 守恒店 - 北九州市小倉南区守恒　マルショク新守恒店
- イオン戸畑店 - 北九州市戸畑区汐井町 （カフェなし）
- 桃園店 - 北九州市八幡東区桃園
- 本城店 - 北九州市八幡西区御開
- 永犬丸店 - 北九州市八幡西区八枝
- 天神店 - 福岡市中央区天神 （珈琲豆専門）
- ふくぎん店 - 福岡市中央区天神 （珈琲豆専門）
- F-ANNEX岩田屋店 - 福岡市中央区天神 （珈琲豆専門）
- 長尾店 - 福岡市城南区樋井川
- 小戸店 - 福岡市西区小戸
- 古賀店 - 福岡県古賀市天神
- 粕屋仲原店 - 福岡県糟屋郡粕屋町大字仲原字釜屋
- 御笠川店 - 福岡県大野城市御笠川
- 太宰府店 - 福岡県太宰府市大佐野
- 飯塚店 - 福岡県飯塚市大字横田
- 久留米店 - 福岡県久留米市小森野
- 山口店 - 山口県山口市維新公園
- 徳山店 - 山口県周南市新宿通
- 下関店 - 山口県下関市秋根北町
- 中津店 - 大分県中津市沖代町
- イオン唐津店 - 佐賀県唐津市鏡字立神 （カフェなし）
- 時津店 - 長崎県西彼杵郡時津町左底郷

### その他施設
- 門司ゴルフ俱楽部レストラン - 北九州市門司区大字吉志
- 下関加工センター - 山口県下関市東大和町

### 閉店した店舗
- ファディSOCOLA南行徳店 - 千葉県市川市南行徳[1]

## 事業所（卸売事業部門）
- 北九州支店 - 北九州市小倉北区
- 福岡支店 - 福岡市博多区
- 八幡支店 - 北九州市八幡西区

## 沿革
- 1953年（昭和28年） -　福岡県小倉市（現・北九州市小倉北区）大門にて極東商会を創業
- 1957年（昭和32年） -　法人化、株式会社極東商会設立
- 1991年（平成3年） - 11月　CI導入、「極東ファディ株式会社」（現・社名）に社名変更。現社屋完成と同時に小売事業に進出、「ファディ」1号店（現・小倉店）を同社屋にオープン
- 2003年（平成15年） - 7月　創業50周年を迎える
- 2004年（平成16年） - 10月　コーヒー界最大の国際オークション(カップ・オブ・エクセレンス Cup of Excellence)で落札したコーヒー豆の販売を開始
- 2004年（平成16年） - 11月　ファディコーヒーマイスター尾崎松之「北九州技の達人」に認定
- 2006年（平成18年） - 10月　「カフェファディ太宰府店」（カフェ併設1号店）オープン
- 2009年（平成21年） - 10月　「カフェファディふくぎん店」（福岡銀行本店に併設）オープン
- 2010年（平成22年） - 9月　「ファディ戸畑店」イオン戸畑ショッピングセンターオープン（大型SC内店舗1号店）
- 2011年（平成23年） - 4月　イタリア製焙煎機ペトロンチーニ稼働Petroncini
- 2011年（平成23年） - 5月　第1回ファディカップバリスタチャンピオンシップ開催
- 2014年（平成26年） - 10月　「ファディアネックス岩田屋店」（デパート出店１号店）オープン
- 2015年（平成27年） - 3月　FADICA（電子マネー・ポイント一体型カード）導入
- 2015年（平成27年） - 6月　「ファディ太宰府店」リニューアル（惣菜コーナー併設1号店）
- 2016年（平成28年） - 1月　自社独自運営ECサイト　カフェファディONLINE SHOP開設
- 2018年（平成30年） - 6月　下関加工センター設置
- 2018年（平成30年） - 11月　糟屋郡篠栗町と篠栗町食品団地に企業立地協定を締結 コーヒー焙煎工場建設を計画
- 2019年（平成31年） - 2月　門司ゴルフ倶楽部レストランを受託
- 2019年（令和元年） - 9月　大分県別府市に株式会社サンヨーコーヒーフーズを設立、大分の株式会社サンヨーコーヒーの事業を譲受
- 2019年（令和元年） - 10月　株式会社亀松食品のドレッシング・調味料事業を譲受
- 2021年（令和03年） - 10月　「ファディソコラ南行徳店」、千葉県SOCOLA南行徳内にオープン。九州山口外の1号店であったが、2年余りで閉店となった[1]

## 主な特集番組
- 2014年（平成26年）2月1日、TVQ九州放送 「ぐっ！ジョブ〜九州ゲンキ主義経済〜」 コーヒー＆食品 最上級の“本物志向”
- 2016年（平成28年）12月28日、RKB毎日放送 「豆ごはん。」
- 2021年（令和03年）KBC九州朝日放送 「アサデス。九州・山口」
- 2021年（令和03年）TNCテレビ西日本 「ももち浜ストア」